# 安边镇 (宜宾市)
安边镇，是中华人民共和国四川省宜宾市叙州区下辖的一个镇。

## 行政区划
安边镇下辖以下地区：
安边社区、豆坝社区、浮冰田村、瑞莲村、英雄村、金银村、大滩村、火焰社区村、大池村、豆坝村、不当岩村、黄江林村、治和村和凤来村。